# Sveti Petar (Ogulin)
 Sveti Petar  falu Horvátországban, Károlyváros megyében. Közigazgatásilag Ogulinhoz tartozik.

## Fekvése
Károlyvárostól 39 km-re délnyugatra, községközpontjától 1 km-re nyugatra, a Dobra jobb partján fekszik. Ogulin elővárosi települése. Déli részén halad át a zágráb-fiumei vasút és a D42-es főút is. Északi részén laktanya található.

## Története
A települést még Suglice, illetve Zgulice néven a modrusi uradalom urbáriuma említi először 1486-ban. Valószínűleg már ekkor állt a falu névadója a temetőben található Szent Péter kápolna. 1558-ban az egyházlátogatás egy Szent Márton templomot említ itt, mely azonban az idők során teljesen elpusztult. A múltban a templomnak sírboltja is volt, de ennek mára nyoma sem maradt. 
Az 1874-ben épített Rudolf út itt vezet keresztül. Ekkor épült a Dobrán a Molnárok hídja (Molinarijev most), egy háromnyílású kőhíd, mely az egykor hozzá tartozott Puškarićival köti össze. Kirasići és Obrov települések ma is hozzá tartoznak. A falunak 1857-ben 501, 1910-ben 477 lakosa volt. Trianonig Modrus-Fiume vármegye Ogulini járásához tartozott. 2011-ben a 650 lakosa volt.

## Lakosság
| Lakosság változása | Lakosság változása | Lakosság változása | Lakosság változása | Lakosság változása | Lakosság változása | Lakosság változása | Lakosság változása | Lakosság változása | Lakosság változása | Lakosság változása | Lakosság változása | Lakosság változása | Lakosság változása | Lakosság változása | Lakosság változása |
| ------------------ | ------------------ | ------------------ | ------------------ | ------------------ | ------------------ | ------------------ | ------------------ | ------------------ | ------------------ | ------------------ | ------------------ | ------------------ | ------------------ | ------------------ | ------------------ |
| 1857               | 1869               | 1880               | 1890               | 1900               | 1910               | 1921               | 1931               | 1948               | 1953               | 1961               | 1971               | 1981               | 1991               | 2001               | 2011               |
| 501                | 622                | 656                | 466                | 482                | 477                | 446                | 485                | 533                | 548                | 621                | 630                | 0                  | 0                  | 633                | 650                |

## Nevezetességei
- A falu északnyugati részén egy dombon álló Szent Péter tiszteletére szentelt temetőkápolnája[4] középkori eredetű. Építési ideje nem ismert, de 1486-ban már valószínűleg állt. A kápolnában egy négyszögletes kőoltár áll, oltárképén Szent Péter és Pál apostolokkal. Szentélye trapéz alakú. 1926-ban bővítették, ekkor épült harangtornya is.
- A Molinarijev most egy 1874-ben épített kőhíd.[5] Itt vezet át a Rudolf-út a Dobrán. A híd öt íves nyílással rendelkezik, amelyek közül a három szélesebb nyílás pillérein hatalmas hullámtörők állnak, míg a fennmaradó kettő ártéri nyílás.